# Écouflant
Écouflant est une commune française située dans le département de Maine-et-Loire, en région Pays de la Loire.

## Géographie

### Localisation
La commune d'Écouflant est bordée au nord et à l'ouest par la confluence du Loir et de la Sarthe, tout juste au nord d'une autre confluence qui donne naissance à la Maine. C'est cette situation naturelle particulière qui a donné son nom au bourg. Une bonne partie du territoire écouflantais est donc constitué de prairies inondables, notamment au nord ce qui explique que les inondations de 1995 avaient encerclé le bourg. Cette commune est située entre celles de Saint-Sylvain d'Anjou (à l'est), d'Angers (sud), de Cantenay-Épinard (ouest) et de Briollay (nord).
C'est un territoire qui se situe à la limite nord d'Angers, il fait partie de son agglomération. Si la population écouflantaise se chiffre à plus de 3 700 habitants, ceux-ci se répartissent pour moitié chacun sur deux pôles :
- le bourg périurbain d'Écouflant (au centre-ouest) bordé par la Sarthe, il est essentiellement résidentiel et à l'écart des grands axes routiers (cadre agréable et paisible) ;
- le quartier pavillonnaire et urbain d'Éventard (au sud-est) qui est une « excroissance » de la ville d'Angers. Éventard possède une zone d'activités en expansion, un hippodrome renommé et va s'étendre ces prochaines années avec la construction du futur quartier de Provins (autour de l'hippodrome).

Ces deux pôles sont séparés l'un de l'autre par deux lignes de rupture (l'autoroute A11 et la ligne chemin de fer Angers-Le Mans) et par un espace rural constitué de cultures horticoles (rosiers), de prairies exploitées par des éleveurs qui représentent les cultures spécialisées de la commune et des alentours.
| Cantenay-Épinard | Briollay                                           | Rives-du-Loir-en-anjou |
| Angers           | Écouflant                                          | Verrières-en-Anjou     |
| Angers           | Verrières-en-Anjou Angers Saint-Barthélemy-d'Anjou | Verrières-en-Anjou     |

### Climat
Pour des articles plus généraux, voir Climat des Pays de la Loire et Climat de Maine-et-Loire.
En 2010, le climat de la commune est de type climat océanique altéré, selon une étude du CNRS s'appuyant sur une série de données couvrant la période 1971-2000. En 2020, Météo-France publie une typologie des climats de la France métropolitaine dans laquelle la commune est exposée à un climat océanique et est dans la région climatique Moyenne vallée de la Loire, caractérisée par une bonne insolation (1 850 h/an) et un été peu pluvieux.
Pour la période 1971-2000, la température annuelle moyenne est de 11,9 °C, avec une amplitude thermique annuelle de 14,2 °C. Le cumul annuel moyen de précipitations est de 643 mm, avec 11,6 jours de précipitations en janvier et 5,6 jours en juillet. Pour la période 1991-2020, la température moyenne annuelle observée sur la station météorologique de Météo-France la plus proche, sur la commune de Beaucouzé à 10 km à vol d'oiseau, est de 12,6 °C et le cumul annuel moyen de précipitations est de 709,3 mm,. Pour l'avenir, les paramètres climatiques de la commune estimés pour 2050 selon différents scénarios d'émission de gaz à effet de serre sont consultables sur un site dédié publié par Météo-France en novembre 2022.

## Urbanisme

### Typologie
Au 1er janvier 2024, Écouflant est catégorisée bourg rural, selon la nouvelle grille communale de densité à sept niveaux définie par l'Insee en 2022.
Elle appartient à l'unité urbaine d'Angers, une agglomération intra-départementale regroupant douze  communes, dont elle est une commune de la banlieue,,. Par ailleurs la commune fait partie de l'aire d'attraction d'Angers, dont elle est une commune de la couronne,. Cette aire, qui regroupe 81 communes, est catégorisée dans les aires de 200 000 à moins de 700 000 habitants,.

### Occupation des sols
L'occupation des sols de la commune, telle qu'elle ressort de la base de données européenne d’occupation biophysique des sols Corine Land Cover (CLC), est marquée par l'importance des territoires agricoles (67,3 % en 2018), en diminution par rapport à 1990 (72,2 %). La répartition détaillée en 2018 est la suivante : 
prairies (44,7 %), zones agricoles hétérogènes (15,3 %), zones industrielles ou commerciales et réseaux de communication (13,6 %), zones urbanisées (11,2 %), espaces verts artificialisés, non agricoles (6,4 %), terres arables (4,7 %), cultures permanentes (2,5 %), eaux continentales (1,4 %), forêts (0,1 %), milieux à végétation arbustive et/ou herbacée (0,1 %). L'évolution de l’occupation des sols de la commune et de ses infrastructures peut être observée sur les différentes représentations cartographiques du territoire : la carte de Cassini (XVIIIe siècle), la carte d'état-major (1820-1866) et les cartes ou photos aériennes de l'IGN pour la période actuelle (1950 à aujourd'hui).

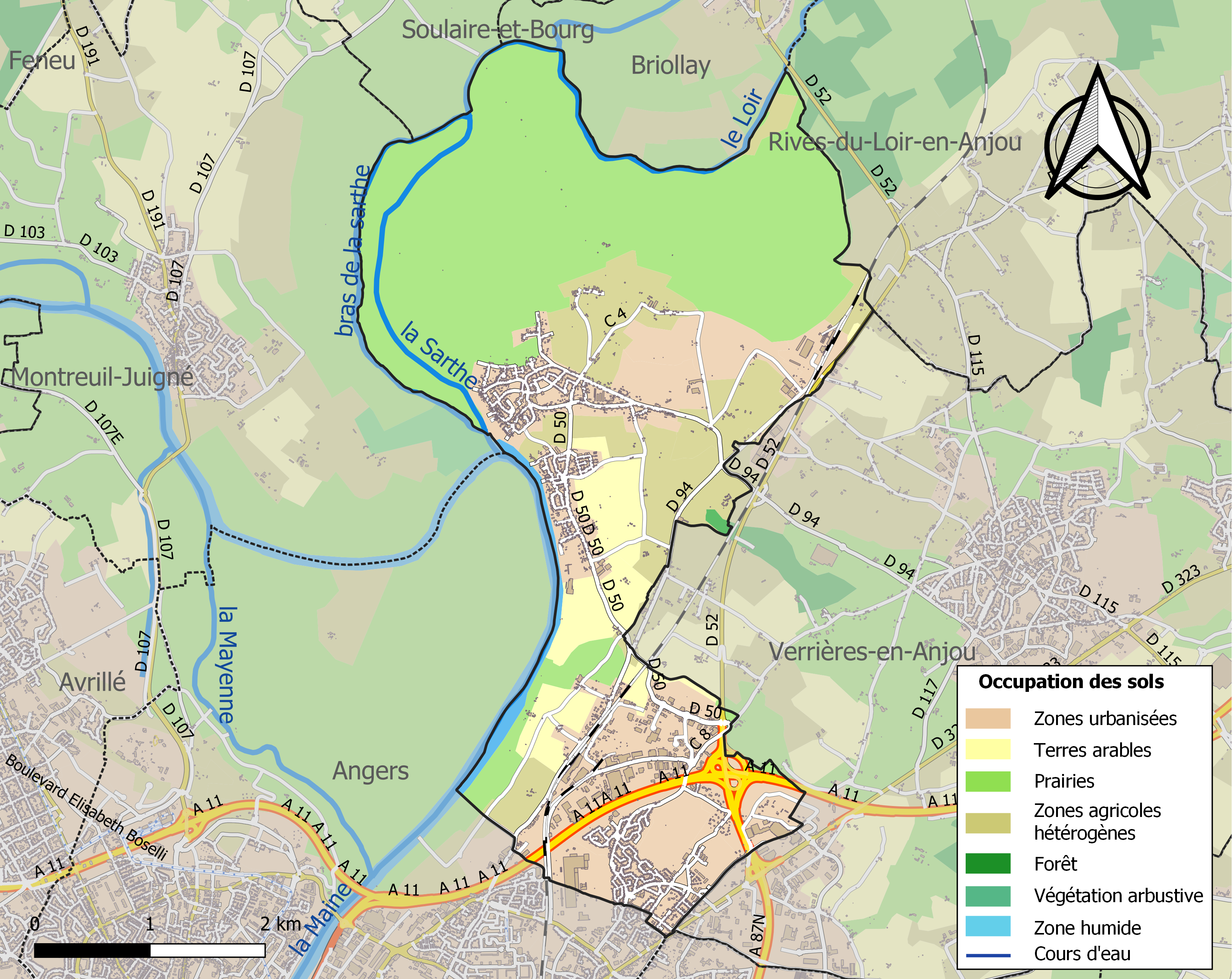
Carte des infrastructures et de l'occupation des sols de la commune en 2018 (CLC).

## Toponymie
Le nom de « Villa conflentis », cité dans un document du Xe siècle (mentionnée vers 996-1010), semble indiquer ensuite un ancien domaine gallo-romain, le XIe siècle paraissant être la période de fondation du bourg, qui s'est successivement appelé Terra ad Conflens, Conflans, Escouflant et enfin Écouflant.
Du latin confluentes, donc confluent, se trouve en effet sur l'ancien confluent de la Sarthe et la Mayenne, aujourd'hui « Vieille Maine ». Le É- initial est un reste de ès (en les), donc littéralement le nom du bourg signifie : « près des eaux qui s'unissent ».

## Histoire

### Bourg d'Écouflant
Le territoire d'Écouflant est déjà occupé à l'époque préhistorique comme l'atteste la découverte d'objets du Paléolithique.
Un établissement agricole gaulois, puis gallo-romain a été identifié sur le territoire de la commune.
Une chapelle est fondée à une date inconnue par le seigneur de Briollay.
Le XIXe siècle voit de nombreux changements : construction de la mairie-école (1847-1849), de l'hospice (1873), de l'église (1877 à 1883) ; création de la gare, de la Poste ; aménagement de routes, levées et ponts ; établissement d'un port au bas du bourg en 1852.
La proximité d'Angers explique au siècle suivant la construction de maisons et l'augmentation de la population. Pendant la 1re moitié du XXe siècle, l'économie de la commune repose toujours sur l'agriculture, l'industrie étant pratiquement réduite à l'extraction de graves et à l'usine d'assainissement.
La création du quartier d'Éventard en 1970 provoque un véritable bouleversement humain et sociologique, la petite commune rurale d'Écouflant voyant sa population plus que tripler en deux ans (981 habitants en 1969 et 3 100 en 1971).

### Quartier d'Éventard
La réalisation, dans les années 1970, de la ZAC (Zone d'Aménagement Concerté) d'Eventard sur le reste des terrains initialement prévus pour l'industrialisation, bouleverse les données humaines et sociales de la commune.
Situé pour partie sur Angers, mais pour les 2/3 sur Ecouflant, le quartier d'Eventard crée aussi une situation atypique d'une commune ayant deux pôles d'habitat distincts et distants de 5 km.
C'est alors un quartier sans écoles, sans services, sans équipements ni transports en commun. Mais l'émergence d'une vie associative très forte, avec un travail militant considérable, permet à ce quartier de s'organiser et de se transformer avec l'ouverture du groupe scolaire George-Sand en 1977 puis l'implantation de commerces et d'équipements, dont le centre socioculturel Simone-Signoret en 1982 et la salle des sports en 1991.
Son évolution s'est poursuivie ces dernières années :
- En 2000, la place d'Éventard a été remodelée et une fontaine en schiste créée avec, en son centre, un cheval en inox sculpté par Gérard Garnier (Gari), artiste Écouflantais.
- En 2001-2003, le quartier a été entièrement requalifié en concertation avec les habitants à l'occasion de l'enfouissement des réseaux (traitement des espaces verts, des voies piétonnes et routières).
- Enfin, une nouvelle voie composée du boulevard de l'Epervière et de la route de la Confluence relie depuis 2001 le Bourg à Éventard en passant par la zone industrielle de Beuzon (extension du parc d'activités communautaire d'Angers-Écouflant). Cet axe permet aujourd'hui d'accéder directement aux voies structurantes de l'agglomération.

À noter que depuis 2003, la « Fête d'Éventard » a lieu chaque année le 1er week-end de septembre autour d'amicales rencontres sportives, suivies d'un pique-nique convivial et d'une soirée dansante à la Grange (voir rubrique Culture, sport, loisirs).

## Politique et administration

### Administration municipale
| Période                                  | Période                   | Identité                        | Étiquette | Qualité |
| ---------------------------------------- | ------------------------- | ------------------------------- | --------- | --- |
| 1800                                     |                           | Mathurin Marchand               |           | |
| 1805                                     |                           | Charles de Beaumont d'Autichamp |           | |
| 16 juin 1815                             |                           | Jean-Marie Muguet               |           | |
| 1816                                     |                           | François Poulain                |           | |
| 1821                                     |                           | Pierre-Jean Esnault             |           | |
| 1826                                     |                           | Michel Jubeau                   |           | |
| 1830                                     |                           | Pierre-Jean Esnault             |           | |
| 1834                                     |                           | Lecoq                           |           | |
| 1835                                     |                           | André Richou                    |           | |
| 1843                                     |                           | Victor Avenant                  |           | |
| 1852                                     |                           | Charles Lebis                   |           | |
| 1855                                     |                           | François Nail-Desmelettes       |           | |
| 1859                                     |                           | Louis Lecoq                     |           | |
| 1874                                     |                           | Pierre Ravalet                  |           | |
| 1896                                     |                           | Étienne Chevau-Desplantes       |           | |
| 1904                                     |                           | Jules Brault                    |           | |
| 1912                                     |                           | François Martin                 |           | |
| 1929                                     |                           | Michel Boutreuse                |           | |
| 1945                                     |                           | Théodore Cottenceau             |           | |
| mars 1965                                | mars 1977                 | Jean Lemercier                  | RPR       | Industriel |
| mars 1977                                | mars 2001                 | Claude Desblancs                | PS        | Maître de conférence à l'IUT d'Angers Conseiller général d'Angers-Nord-Est (1988 → 2015) Conseiller régional des Pays de la Loire |
| mars 2001                                | mars 2014                 | Dominique Delaunay              | DVG       | Horticulteur |
| mars 2014                                | En cours (au 29 mai 2020) | Denis Chimier,                  | DVG       | Cadre ERDF |
| Les données manquantes sont à compléter. |                           |                                 |           | |

### Jumelages
- Santaella (Cordoue), Espagne

### Intercommunalité
La commune est intégrée à la communauté urbaine Angers Loire Métropole, elle-même membre du syndicat mixte Pays Loire-Angers.

### Autres circonscriptions
Jusqu'en 2014, Écouflant fait partie du canton d'Angers-Nord-Est et de l'arrondissement d'Angers. Ce canton compte alors quatre communes et une fraction d'Angers. C'est l'un des quarante-et-un cantons que compte le département ; circonscriptions électorales servant à l'élection des conseillers généraux, membres du conseil général du département. Dans le cadre de la réforme territoriale, un nouveau découpage territorial pour le département de Maine-et-Loire est défini par le décret du 26 février 2014. La commune est alors rattachée au canton d'Angers-5, avec une entrée en vigueur au renouvellement des assemblées départementales de 2015.

## Population et société

### Démographie

#### Évolution démographique
L'évolution du nombre d'habitants est connue à travers les recensements de la population effectués dans la commune depuis 1793. Pour les communes de moins de 10 000 habitants, une enquête de recensement portant sur toute la population est réalisée tous les cinq ans, les populations de référence des années intermédiaires étant quant à elles estimées par interpolation ou extrapolation. Pour la commune, le premier recensement exhaustif entrant dans le cadre du nouveau dispositif a été réalisé en 2008.

En 2022, la commune comptait 4 614 habitants, en évolution de +13,37 % par rapport à 2016 (Maine-et-Loire : +2,12 %, France hors Mayotte : +2,11 %).
| 1793  | 1800 | 1806 | 1821 | 1831 | 1836 | 1841 | 1846  | 1851  |
| ----- | ---- | ---- | ---- | ---- | ---- | ---- | ----- | ----- |
| 2 020 | 420  | 816  | 945  | 947  | 939  | 962  | 1 000 | 1 024 |

| 1856  | 1861 | 1866  | 1872 | 1876  | 1881 | 1886 | 1891 | 1896 |
| ----- | ---- | ----- | ---- | ----- | ---- | ---- | ---- | ---- |
| 1 040 | 991  | 1 027 | 941  | 1 025 | 941  | 948  | 943  | 936  |

| 1901 | 1906 | 1911 | 1921 | 1926 | 1931 | 1936 | 1946 | 1954 |
| ---- | ---- | ---- | ---- | ---- | ---- | ---- | ---- | ---- |
| 926  | 902  | 862  | 837  | 850  | 901  | 846  | 841  | 906  |

| 1962 | 1968 | 1975  | 1982  | 1990  | 1999  | 2006  | 2008  | 2013  |
| ---- | ---- | ----- | ----- | ----- | ----- | ----- | ----- | ----- |
| 814  | 888  | 3 209 | 3 233 | 3 361 | 3 703 | 3 738 | 3 755 | 3 798 |

| 2018  | 2022  | - | - | - | - | - | - | - |
| ----- | ----- | - | - | - | - | - | - | - |
| 4 249 | 4 614 | - | - | - | - | - | - | - |

#### Pyramide des âges
En 2018, le taux de personnes d'un âge inférieur à 30 ans s'élève à 33,4 %, soit en dessous de la moyenne départementale (37,2 %). À l'inverse, le taux de personnes d'âge supérieur à 60 ans est de 30,1 % la même année, alors qu'il est de 25,6 % au niveau départemental.
En 2018, la commune comptait 2 065 hommes pour 2 184 femmes, soit un taux de 51,4 % de femmes, légèrement supérieur au taux départemental (51,37 %).
Les pyramides des âges de la commune et du département s'établissent comme suit.
| Hommes | Classe d’âge | Femmes |
| ------ | ------------ | ------ |
| 0,9    | 90 ou +      | 1,1    |
| 9,2    | 75-89 ans    | 10,2   |
| 18,5   | 60-74 ans    | 20,2   |
| 21,2   | 45-59 ans    | 20,5   |
| 15,7   | 30-44 ans    | 15,8   |
| 16,3   | 15-29 ans    | 15,2   |
| 18,3   | 0-14 ans     | 17,1   |

| Hommes | Classe d’âge | Femmes |
| ------ | ------------ | ------ |
| 0,9    | 90 ou +      | 2,1    |
| 7      | 75-89 ans    | 9,5    |
| 16,2   | 60-74 ans    | 16,9   |
| 19,4   | 45-59 ans    | 18,7   |
| 18,2   | 30-44 ans    | 17,5   |
| 18,8   | 15-29 ans    | 17,6   |
| 19,5   | 0-14 ans     | 17,6   |

## Économie

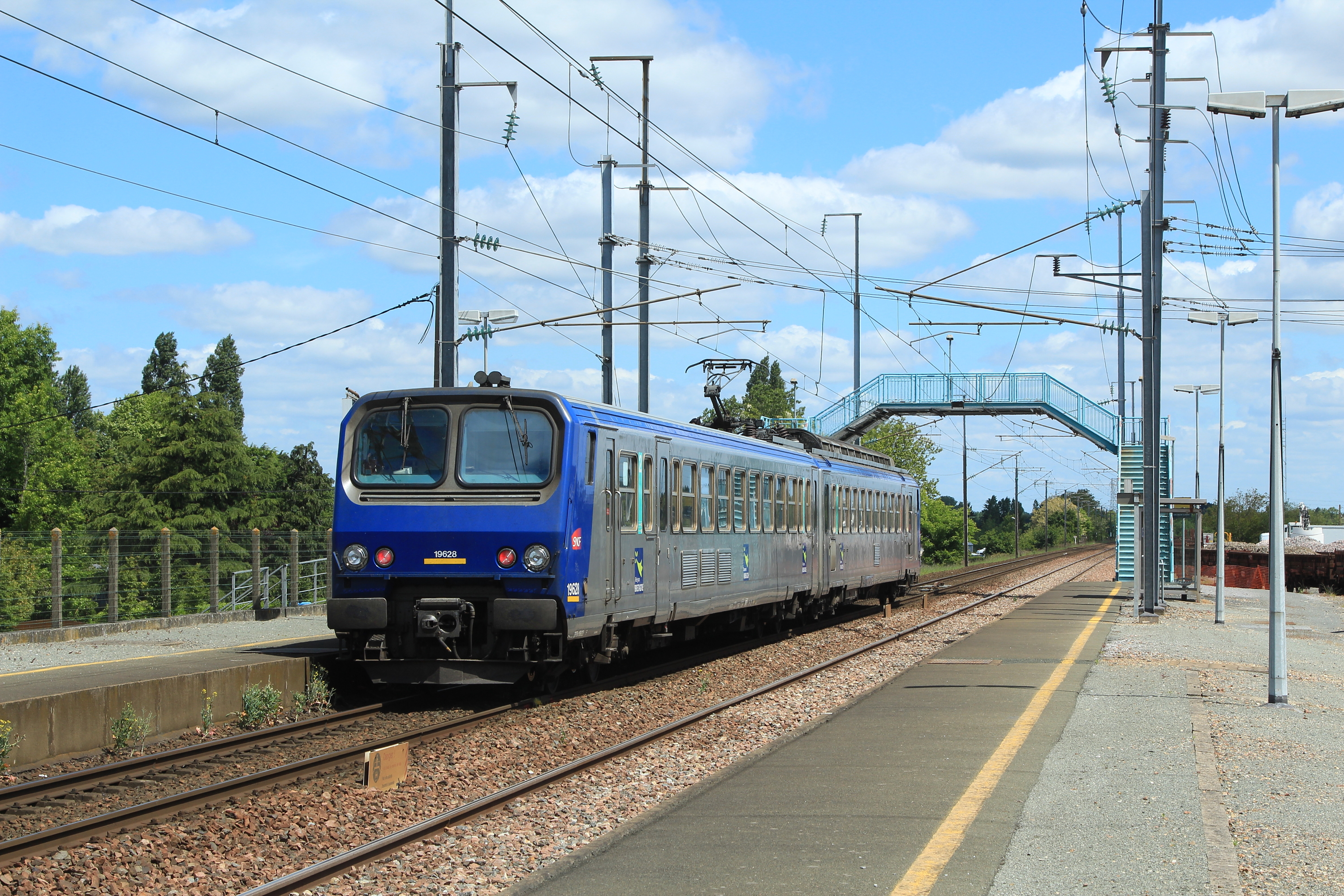
TER en gare d'Écouflant.

### Tissu économique
Sur 275 établissements présents sur la commune à fin 2010, 6 % relèvent du secteur de l'agriculture (pour une moyenne de 17 % sur le département), 12 % du secteur de l'industrie, 16 % du secteur de la construction, 57 % de celui du commerce et des services et 10 % du secteur de l'administration et de la santé. Cinq ans plus tard, en 2015, sur les 356 établissements présents, 4 % relèvent du secteur de l'agriculture (pour une moyenne de 11 % sur le département), 11 % du secteur de l'industrie, 15 % de celui de la construction, 60 % du secteur du commerce et des services et 11 % de celui de l'administration et de la santé.

### Zone industrielle d'Écouflant
- Usine Scania d'Angers

## Culture locale et patrimoine

### Lieux et monuments
- Abbaye du Perray-aux-Nonnains ;
- Église Saint-Jean-Baptiste ;
- Logis de Bellebranche ;
- Chapelle de Beuzon, dans le château de Beuzon ;
- La Grange d'Eventard ;
- Centre socio-culturel Simone-Signoret ;
- Hippodrome d'Eventard.

### Personnalités liées à la commune
- Charles Marie de Beaumont d'Autichamp (1770-1859), général vendéen, maire de la commune  de 1805 jusqu'en mai 1815[15].
- Jules Mougin (1912-2010), facteur-poète, à Écouflant dans les années 1970.
- Laura Tanguy, Miss Pays de Loire 2007, 2e dauphine de Miss France 2008, représentante de la France aux élections de Miss Univers et Miss Monde.

## Nature
La commune d'Écouflant est située dans les Basses vallées angevines (BVA) et possède de fait une faune riche et diversifiée. Même la zone industrielle, largement arborée, est habitée d'un nombre non négligeable d'espèce.

### Mammifères
Les mammifères sont bien présents sur la commune. À ce jour 27 espèces ont été recensées dont une partie par l'analyse des pelotes de réjection des rapaces nocturnes (campagnols, lérots…). Le ragondin, espèce invasive, est très présent et facile à observer au contraire du castor, espèce protégée, présent sur la commune mais très discret. Les mustélidés difficiles à observer sont peu représentés bien qu'ils soient certainement présents. Le hérisson est l'espèce la plus représentée parmi les animaux écrasés par les véhicules. Enfin six espèces de chauve-souris ont été détectées par l'enregistrement de leurs ultra-sons.

### Oiseaux
La commune d'Écouflant est un site de nidification, d'hivernage et de passage pour de nombreux oiseaux. Ainsi 190 espèces et sous-espèces y ont été répertoriées. Les ardéidés sont particulièrement présents puisque 8 espèces de "hérons" ont été observées : fréquemment comme le héron cendré, l'aigrette garzette, la grande aigrette, le héron garde-bœufs, plus rarement le héron pourpré et le bihoreau gris, et une fois pour le butor étoilé et le crabier chevelu. Les prairies inondables sont un site de nidification important pour des espèces rares au niveau national comme le râle des genêts, le tarier des prés et la caille des blés. Elles abritent également entre autres espèces le bruant des roseaux, le bruant proyer, le bruant jaune, la bergeronnette printanière, la phragmite des joncs, la rousserolle effarvatte et sont des zones de passages pour les anatidés et d'autres migrateurs l'hiver. Les zones bocagères et les bois abritent de nombreuses autres espèces dont quatre de picidés : pic vert, pic épeiche, pic épeichette, pic noir.

### Libellules
Sur la commune d'Ecouflant 45 espèces de libellules (odonates) ont été répertoriées, les plus rares étant le leste dryade et l'oxycordulie à corps fin.